# South San Francisco (Kalifornia)
South San Francisco város az USA Kalifornia államában, San Mateo megyében. Lakosainak száma 66 105 fő (2020).

## Népesség
A település népességének változása:
| Lakosok száma | 54 312 | 60 552 | 63 632 | 66 105 |
|               | 1990   | 2000   | 2010   | 2020   |